# Caecilia mertensi
Espèce
Statut de conservation UICN

 DD  : Données insuffisantes
Caecilia mertensi est une espèce de gymnophiones de la famille des Caeciliidae.

## Répartition
La répartition de cette espèce n'est connue que de sa localité type supposée se trouver en Amérique du Sud.

## Publication originale
- Taylor, 1973 : A caecilian miscellany. University of Kansas Science Bulletin, vol. 50, no 5, p. 187-231 (texte intégral).